# بینویل (لوئیزیانا)
بینویل (به انگلیسی: Bienville) شهری در ایالت لوئیزیانا کشور ایالات متحده آمریکا است که جمعیت آن در سرشماری سال ۲۰۱۰ میلادی، ۲۱۸ نفر بوده‌است.